# Cryptus andalusiacus
Cryptus andalusiacus is een insect dat behoort tot de orde vliesvleugeligen (Hymenoptera) en de familie van de gewone sluipwespen (Ichneumonidae). De wetenschappelijke naam van de soort werd voor het eerst geldig gepubliceerd in 1843 door Maximilian Spinola.
De soort werd in 1842 in Andalusië verzameld door de Italiaan Victor Ghiliani.